# Résolution 170 du Conseil de sécurité des Nations unies
Membres permanents
- Chine (Taïwan)
- États-Unis
- France
- Royaume-Uni
- URSS

Membres non permanents
- Chili
- Sri Lanka
- Équateur
- Liberia
- Turquie
- RAU

Résolution no 169 Résolution no 171
La Résolution 170 est une résolution du Conseil de sécurité de l'ONU votée le 14 décembre 1961 lors de sa 986e séance concernant  le Tanganyika et qui recommande à l'Assemblée générale des Nations unies d'admettre ce pays comme nouveau membre.

## Vote
La résolution est approuvée à l'unanimité.

## Contexte historique
Ancienne colonie britannique, le Tanganyika est un ancien pays d'Afrique de l'Est issu de l'indépendance du protectorat du Tanganyika et devenu la Tanzanie actuelle par association avec le Zanzibar en 1964 (issu de l'article Tanganyika).
À la suite de cette résolution ce pays est admis à l'ONU le 14 décembre 1961,.

## Texte
- Résolution 170 Sur fr.wikisource.org
- Résolution 170 Sur en.wikisource.org